# Mike Lodish
(en) Statistiques sur pro-football-reference
Michael Timothy Lodish dit Mike Lodish, né le 11 août 1967 à Détroit dans le Michigan, est un joueur américain de football américain évoluant au poste de defensive tackle pour les Bills de Buffalo et les Broncos de Denver. Il a joué dans les rangs universitaires américains avec les Bruins d'UCLA de l'université du Michigan et est sélectionné en 1990 par les Bills au dixième tour (265e choix au total).
Mike Lodish est le seul joueur avec Tom Brady à avoir joué dans six Super Bowls. Il dispute et perd quatre Super Bowls consécutifs avec les Bills de Buffalo (XXV, XXVI, XXVII & XXVIII) puis en remporte deux avec les Broncos de Denver de John Elway (XXXII & XXXIII).
Après sa retraite en 2000, il devient agent NFL de joueurs pour Ethos Sports Management de 2004 à 2009 puis vendeur pour une société du Michigan, TVS Communication Solutions, de 2009 à 2011.